# Hōfu

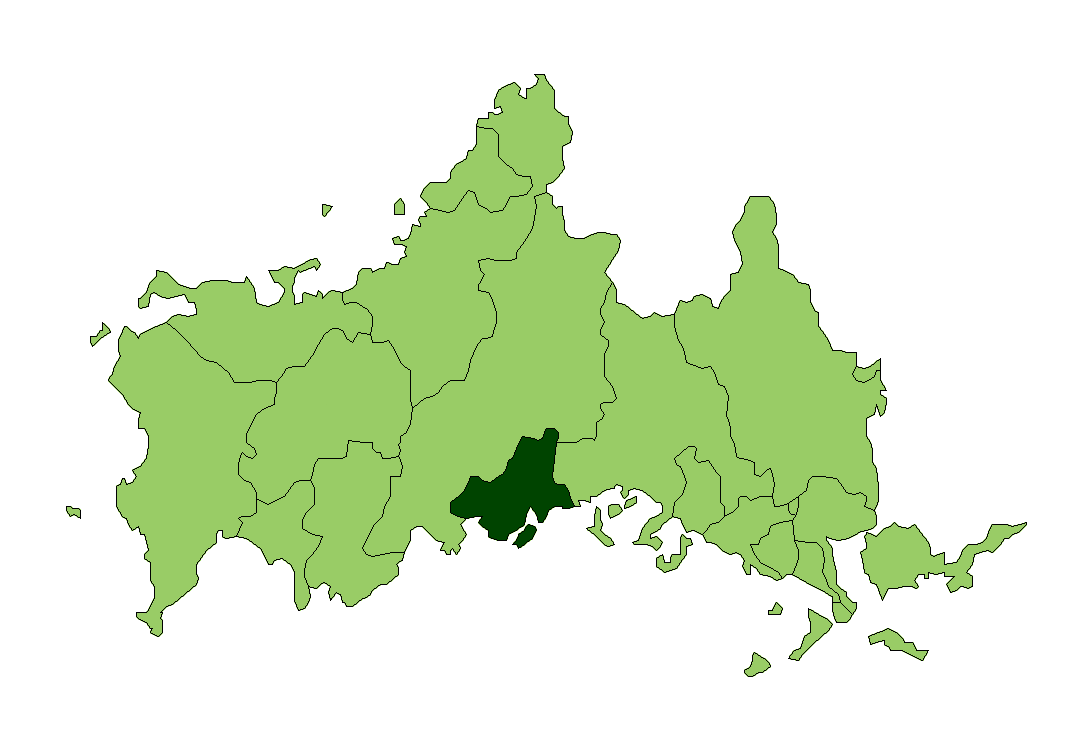

Steagul regiunii

Hōfu (防府市 Hōfu-shi?) este un municipiu din Japonia, prefectura Yamaguchi.